# Lombriasco
Lombriasco (Lombriasch in piemontese) è un comune italiano di 1 055 abitanti della città metropolitana di Torino in Piemonte.

## Geografia
Lombriasco si trova sulla sponda sinistra del Po, ma i suoi territori lo oltrepassano, esso congloba anche la confluenza del Maira nel Po, nel suo territorio comunale. I territori che possiede oltre Po, ovvero le omonime cascine Oltre Po e La Spina gli permettono di confinare con Racconigi, passando in mezzo ai territori comunali di Carmagnola e Casalgrasso, evitando loro per pochi metri di confinare. Inoltre possiede un'exclave nel comune di Carignano e un'enclave di Carmagnola al suo interno.

## Storia
I primi documenti riguardano l'esistenza fin dal primo secolo d.C. di una fortificazione militare romana attorno alla quale si sarebbe insediato un primitivo borgo.
Risale invece al VI secolo la fondazione di una primitiva parrocchia dipendente dal vescovo insediato nell'attuale Cavour. Dopo le invasioni longobarda e franca, nel 1163 Federico Barbarossa affidò il feudo ai marchesi di Romagnano. A quel tempo vi sorgeva un castello con tipico aspetto medioevale munito di roccaforte, mura e fossato ed affiancato da un tempio dedicato a santa Maria. Un importante passo nell'evoluzione del paese vi fu nel 1173 quando il marchese Manfredo II di Romagnano si spogliava di tutti i suoi averi per fondare una prevostura con la presenza stabile di almeno 12 monaci agostiniani; si fa risalire a quella data la nascita della prima vera parrocchia di Lombriasco. I monaci diedero il via all'agricoltura, costruirono un mulino e un porto per attraversare il Fiume Po.
Nel XIII secolo il territorio lombriaschese fu "rimbalzato" nei possedimenti prima dei Savoia, poi degli Acaia. Nel 1418 con la morte di Ludovico d'Acaia i domini di famiglia, ivi compreso Lombriasco, vennero incorporati da Amedeo VIII di Savoia. Nel 1560 il sacerdote Giacomo Ponte iniziava la ricostruzione della chiesa parrocchiale che, dopo un periodo di splendore, era caduta in profonda rovina e che solo nel 1779 veniva riconsacrata nelle forme attuali. Secondo un passaparola si narra che nel 1796 Napoleone abbia dormito nel castello. Nel 1826 venne eretta l'attuale torre campanaria, nel 1850 morì l'ultimo conte lombriaschese e nel 1894 il successore di don Bosco, Michele Rua, acquistava il castello in cui vi insediava una comunità salesiana.
Il comune di Lombriasco, dopo circa 500 anni di esistenza documentata, nell'anno 1928, venne sciolto per volere del regime fascista e conglobato con Osasio e Virle nel comune di Pancalieri e soltanto nel 1947 riotteneva l'autonomia amministrativa. Fino alla metà del XX secolo la popolazione lombriaschese nella sua quasi totalità era dedita all'agricoltura, oggi alcune piccole manifatture e microimprese sorgono sul suolo lombriaschese.

## Società

### Evoluzione demografica
Abitanti censiti

## Cultura

### Eventi e sagre
La festa patronale è la prima settimana di ottobre durante la quale si svolge la "sagra dell'anguilla" . Nel mese di giugno, l'ultima settimana, viene organizzata la Festa del Po.

### Biblioteca
A Lombriasco è presente la biblioteca comunale. Fondata il primo maggio 1977 come sede distaccata del Sistema Bibliotecario di Moncalieri , è situata presso la Casa Didier dal 2005.

## Infrastrutture e trasporti
Tra il 1881 e il 1950 il comune fu servito dalla tranvia Torino-Saluzzo. Attualmente vi transitano con fermate interno paese le linee BUS Company e Chiesa.

## Amministrazione
Di seguito è presentata una tabella relativa alle amministrazioni che si sono succedute in questo comune.
| Periodo         | Periodo         | Primo cittadino       | Partito                          | Carica              | Note  |
| --------------- | --------------- | --------------------- | -------------------------------- | ------------------- | ----- |
| 5 giugno 1985   | 1º giugno 1990  | Bartolomeo Peiretti   | lista civica                     | Sindaco             | [ 8 ] |
| 1º giugno 1990  | 24 aprile 1995  | Oreste Barruero       | Democrazia Cristiana             | Sindaco             | [ 8 ] |
| 24 aprile 1995  | 14 giugno 1999  | Bartolomeo Peiretti   | -                                | Sindaco             | [ 8 ] |
| 14 giugno 1999  | 14 giugno 2004  | Sergio Ferrero        | lista civica                     | Sindaco             | [ 8 ] |
| 14 giugno 2004  | 8 giugno 2009   | Sergio Ferrero        | lista civica                     | Sindaco             | [ 8 ] |
| 8 giugno 2009   | 22 gennaio 2010 | Agostino Guglielmetti | lista civica                     | Sindaco             | [ 8 ] |
| 22 gennaio 2010 | 30 marzo 2010   | Roberto Dosio         |                                  | Comm. straordinario | [ 8 ] |
| 30 marzo 2010   | 21 luglio 2011  | Renata Fasolo Turco   | lista civica                     | Sindaco             | [ 8 ] |
| 21 luglio 2011  | 7 maggio 2012   | Francesca Stallone    |                                  | Comm. straordinario | [ 8 ] |
| 7 maggio 2012   | 11 giugno 2017  | Marco Andreoli        | lista civica 2012 impegno comune | Sindaco             | [ 8 ] |
| 11 giugno 2017  | 13 giugno 2022  | Antonio Sibona        | lista civica "SiAmo Lombriasco"  | Sindaco             | [ 8 ] |
| 13 giugno 2022  | in carica       | Daniele Ronco         | lista civica "SiAmo Lombriasco"  | Sindaco             | [ 8 ] |